# Fonação
A fonação é o trabalho muscular realizado para emitir sons inteligíveis, isto é, para que exista a comunicação oral. O grande objetivo da fonação é a articulação de palavras, através do processo pelo qual se modifica a corrente de ar procedente dos pulmões e da laringe nas cavidades supraglóticas como consequência das mudanças de volume e de forma destas cavidades.
O conjunto das cavidades supraglóticas é dividido em três partes: a faringe, a cavidade bucal e a cavidade nasal.
O sistema fonético vincula-se com outros sistemas. A interação destes é parte ativa na função fonética, que é regulada pelo sistema nervoso central e periférico.